# Nucella ostrina
Espèce
Nucella ostrina est une espèce de mollusques gastéropodes appartenant à la famille des Muricidae. Ces gastéropodes carnivores, à la coquille operculée, sont de couleur variable. Ils vivent sur les côtes rocheuses du Pacifique Nord, des îles Aléoutiennes jusqu'à la Californie.